# Виділення приватного класу даних
Виділення приватного класу даних (Private class data) - це структурний шаблон проєктування, який використовується для інкапсуляції атрибутів і маніпуляції нам ними. Частковий випадок рефакторингу - "Extract Class".

## Стандартна документація
Категорії документації для шаблону проєктування private class data описані згідно з матеріалами книги Gang of Four.

### Ім'я та класифікація
Назва шаблону
Цей шаблон проєктування відомий як private class data.
Класифікація шаблону
Це один зі структурних шаблонів проєктування.

### Мета
Шаблон проєктування private class data прагне до скорочення стороннього впливу на атрибути, обмежуючи їх область видимості. Він скорочує кількість атрибутів класу інкапсулюючи їх в Data об'єкт. Це дозволяє позбутись прав на зміну атрибутів, які за задумом, мають бути незмінними після того, як вони були ініціалізовані в конструкторі. Атрибути не можуть бути змінені навіть методами цільового класу.

### Також відомий як
Pimpl (Private IMPLementation) чи непрозорий вказівник

### Мотивація
Клас може змінювати значення атрибутів, навіть якщо такі зміни є небажані. Наприклад: після ініціалізації атрибутів в конструкторі класу. Використання шаблону проєктування private class data запобігає таким небажаним змінам.
Клас може мати одноразово-змінювані які не можуть бути оголошені з ключовим словом final. Використання цього шаблону дозволяє реалізувати одноразове надання значень цим атрибутам.
Ідея створення такого шаблону походить від тези про захист стану об'єкта класу шляхом мінімізації області видимості його атрибутів (даних).

### Застосовність
Цей шаблон проєктування є застосовний для будь-якого класу в будь-якій об'єктно-орієнтованій мові програмування.

### Наслідки
Наслідки використання цього шаблону проєктування включають в себе наступне:
- Контроль прав на запис для атрибутів класу;
- Відділення даних від методів які використовують ці дані;
- Інкапсуляція ініціалізації атрибутів (даних) класу;
- Введення нового типу для службового слова final: незмінність після конструктора;

### Реалізація
Шаблон проєктування private class data вирішує проблеми описані вище. Наслідками його застосування є:
- Клас даних доступається до кожного атрибута (змінної чи властивості) через getter [Архівовано 17 березня 2015 у Wayback Machine.].
- Клас даних змінює кожний атрибут (змінну чи властивість) після виходу з конструктора - лише через setter [Архівовано 17 березня 2015 у Wayback Machine.].

### Зразки коду
Код на C#, наведений нижче, ілюструє те, яким чином можна застосувати цей шаблон:
```
public
 
class
 
Circle

{

    
private
 
double
 
radius
;

    
private
 
Color
 
color
;

    
private
 
Point
 
origin
;

    
public
 
Circle
(
double
 
radius
,
 
Color
 
color
,
 
Point
 
origin
)

    
{

        
this
.
radius
 
=
 
radius
;

        
this
.
color
 
=
 
color
;

        
this
.
origin
 
=
 
origin
;

    
}

    
public
 
double
 
Circumference

    
{

        
get
 
{
 
return
 
2
 
*
 
Math
.
PI
 
*
 
this
.
radius
;
 
}

    
}

    
public
 
double
 
Diameter

    
{

        
get
 
{
 
return
 
2
 
*
 
this
.
radius
;
 
}

    
}

    
public
 
void
 
Draw
(
Graphics
 
graphics
)

    
{

        
//...

    
}

}

```

Атрибути radius, color і origin, наведені вище не повинні змінюватись в конструкторі Circle(). Зверніть увагу що їх область видимості обмежена, оскільки вони оголошені як private, але методи класу Circle все ще можуть модифікувати їх.

Надмірний вплив атрибутів створює (небажаний) зв'язок між методами які доступаються до атрибутів. Щоб зменшити область видимості атрибутів і, таким чином, зменшити зв'язність коду, ми застосуємо шаблон private class data, як показано нижче:
```
public
 
class
 
CircleData

{

    
private
 
double
 
radius
;

    
private
 
Color
 
color
;

    
private
 
Point
 
origin
;

    
public
 
CircleData
(
double
 
radius
,
 
Color
 
color
,
 
Point
 
origin
)

    
{

        
this
.
radius
 
=
 
radius
;

        
this
.
color
 
=
 
color
;

        
this
.
origin
 
=
 
origin
;

    
}

    
public
 
double
 
Radius

    
{

        
get
 
{
 
return
 
this
.
radius
;
 
}

    
}

    
public
 
Color
 
Color

    
{

        
get
 
{
 
return
 
this
.
color
;
 
}

    
}

    
public
 
Point
 
Origin

    
{

        
get
 
{
 
return
 
this
.
origin
;
 
}

    
}

}

public
 
class
 
Circle

{

    
private
 
CircleData
 
circleData
;

    
public
 
Circle
(
double
 
radius
,
 
Color
 
color
,
 
Point
 
origin
)

    
{

        
this
.
circleData
 
=
 
new
 
CircleData
(
radius
,
 
color
,
 
origin
);

    
}

    
public
 
double
 
Circumference

    
{

        
get
 
{
 
return
 
2
 
*
 
this
.
circleData
.
Radius
 
*
 
Math
.
PI
;
 
}

    
}

    
public
 
double
 
Diameter

    
{

        
get
 
{
 
return
 
this
.
circleData
.
Radius
 
*
 
2
;
 
}

    
}

    
public
 
void
 
Draw
(
Graphics
 
graphics
)

    
{

        
//...

    
}

}

```

Клас Circle тепер має атрибут типу CircleData який інкапсулює атрибути, які раніше були доступні напряму з класу Circle. Це застерігає методи класу від зміни атрибутів після того, як був викликаний конструктор класу Circle(). Зауважте, що не зважаючи на це, методи класу Circle все ще можуть повертати значення інкапсульованих атрибутів.
До застосування шаблону:
```
class
 
Circle
 

{

    
private
 
$radius
;

    
private
 
$color
;

    
private
 
$origin
;

    
public
 
function
 
__construct
(
$radius
,
 
$color
,
 
$origin
)
 
    
{

        
$this
->
radius
 
=
 
$radius
;

        
$this
->
color
 
=
 
$color
;

        
$this
->
origin
 
=
 
$origin
;

    
}

    
public
 
function
 
getCircumference
()
 
    
{

        
return
 
2
 
*
 
M_PI
 
*
 
$this
->
radius
;

    
}

    
public
 
function
 
getDiameter
()
 
    
{

        
return
 
2
 
*
 
$this
->
radius
;

    
}

    
public
 
function
 
draw
()
 
    
{

	
//...    

    
}

 
}

```

```
class
 
CircleData
 

{

    
private
 
$radius
;

    
private
 
$color
;

    
private
 
$origin
;

    
public
 
function
 
__construct
(
$radius
,
 
$color
,
 
$origin
)
 
    
{

        
$this
->
radius
 
=
 
$radius
;

        
$this
->
color
 
=
 
$color
;

        
$this
->
origin
 
=
 
$origin
;

    
}

    
public
 
function
 
getRadius
()
 
    
{

        
return
 
$this
->
radius
;

    
}

    
public
 
function
 
getColor
()
 
    
{

        
return
 
$this
->
color
;

    
}

    
public
 
function
 
getOrigin
()
 
    
{

        
return
 
$this
->
origin
;

    
}

}

class
 
Circle
 

{

    
private
 
$circleData
;

    
public
 
function
 
__construct
(
$radius
,
 
$color
,
 
$origin
)
 
    
{

        
$this
->
circleData
 
=
 
new
 
CircleData
(
$radius
,
 
$color
,
 
$origin
);

    
}

    
public
 
function
 
getCircumference
()
 
    
{

        
return
 
$this
->
circleData
->
getRadius
()
 
*
 
M_PI
;

    
}

    
public
 
function
 
getDiameter
()
 
    
{

        
return
 
$this
->
circleData
->
getRadius
()
 
*
 
2
;

    
}

    
public
 
function
 
draw
()
 
    
{

	
//...

    
}

}

```

### Пов'язані шаблони проєктування
- Структурні шаблони.